# Jimmy Gomez
Jimmy Gomez (nacido el 25 de noviembre de 1974) es un político estadounidense que se desempeña como representante de los Estados Unidos para el distrito 34 del Congreso de California desde 2017. Su distrito incluye los vecindarios de Eagle Rock, Boyle Heights, el centro de Los Ángeles, Koreatown y otras comunidades de Los Ángeles. Miembro del Partido Demócrata, Gómez sirvió en la Asamblea del Estado de California de 2012 a 2017.
Antes de ingresar a la política electoral, Gómez fue organizadora laboral y se desempeñó como directora legislativa y política de las Asociaciones Unidas de Enfermeras de California/Unión de Profesionales de la Salud (UNAC/UHCP) y representante política de la Federación Estadounidense de Estados, Condados, y Empleados Municipales (AFSCME).
Gómez es miembro del Comité de Medios y Arbitrios de la Cámara de Representantes y es vicepresidente del Comité de Supervisión y Reforma. Es miembro fundador del Medicare for All Caucus. También es miembro del Caucus Hispano del Congreso, el Caucus Progresista del Congreso, el Caucus Americano de Asia Pacífico del Congreso y el Caucus de Igualdad LGBTQ del Congreso.